# ジョセフ・キーナン

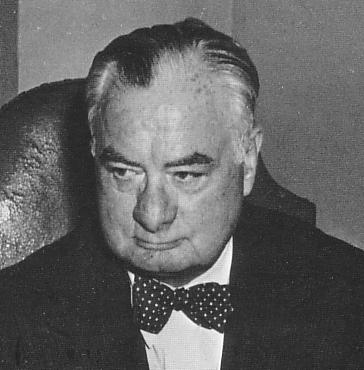
ジョセフ・キーナン

ジョセフ・ベリー・キーナン（Joseph Berry Keenan, 1888年1月17日、ロードアイランド州ポータケット - 1954年12月8日、ノースカロライナ州アシュボロ）は、アメリカ合衆国の政治家、弁護士。東京裁判においては首席検察官を務めた。

## 来歴
ロードアイランド州・ポータケットに生まれる。1910年にブラウン大学を卒業した後、ハーバード大学のロー・スクールを経て、オハイオ州クリーブランドで弁護士を開業する。
第一次世界大戦時には、第137野戦砲兵隊の将校としてヨーロッパ戦線に従軍する。除隊後はオハイオ州の検事総長補佐となる。
1932年の大統領選では、民主党のフランクリン・ルーズベルトを応援したことから、ルーズベルト政権の誕生に伴い、連邦政府司法長官特別補佐官に任命され、中央への進出を果たすこととなる。ここでキーナンは、暴力犯罪の防止策を講じ、ギャングの一掃に尽力した。さらに、犯罪増加の全国情勢調査を指導し、FBIの機構拡大を含む必要な法律に関する報告を議会に提出した。後に、全米の検察業務を統括する司法省刑事部局長に就任し、ギャングや誘拐犯等の検挙、取り締まりを指揮し、司法長官補にまで昇進したが、1939年に退職し、ワシントンD.C.とクリーブランドで再び弁護士を開業する。中央にいた頃は、予算の均衡を保つ技術に長けていることで知られていた。
第二次世界大戦後には、それまでの功績を買われ、1945年11月29日にハリー・S・トルーマン大統領から、日本の戦争犯罪者捜査の法律顧問団団長に任命。
同年12月6日に東京に入り、翌7日にはダグラス・マッカーサーと会談。戦争犯罪者の裁判に関して意見の一致をみた後、東京放送会館で記者会見を行った。
キーナンは司法省での経験を活かし、日本軍閥に対しては「ギャング退治」の意気込みを以って臨み、満洲事変前後から敗戦までの日本の動きを「犯罪的軍閥」による侵略戦争の推進と考えた。
キーナンは主席検事であるにもかかわらず、被告選定作業に遅滞を生じさせたことから、他の検察官の反発を招き、一部の検察官はSCAPにキーナン罷免の申し入れをしたという。しかし法廷では精力的に活動し、裁判の主導的役割を果たした。冒頭陳述では日本の行為を「文明に対する挑戦」と述べた。
裁判終了後に帰国し、1949年には国連のパレスチナ委員会のアメリカ代表を務めた。1954年にノースカロライナ州アシュボロで亡くなった。

## 天皇免訴
キーナンは、ダグラス・マッカーサーの意向を受けて、昭和天皇免訴の立場を取った。裁判の進行に連れて、天皇の不起訴について疑問視する声が各方面から聞こえてくると、開廷中にもかかわらず一時帰国し、1946年6月18日、ワシントンD.C.で記者会見し、天皇を戦犯として裁判にかけることはないと表明した。
1947年12月31日に、「天皇の平和に対する希望に反した行動を、木戸幸一内大臣がとったことがありますか?」というローガン弁護人の質問に対し、東條英機が「勿論ありません。日本国の臣民が陛下のご意思に反して、彼是するという事は有り得ぬ事であります。いわんや日本の高官においてをや」と返答した。この答弁からウィリアム・ウェブ裁判長は回答の持つ重要性を指摘、ソビエト連邦代表検察官であるセルゲイ・A・ゴルンスキーも、天皇の訴追についてキーナンに進言した。キーナンは早急に田中隆吉元大日本帝国陸軍少将を通して、松平康昌式部長官→木戸→東條のルートで、極秘に前述の証言を否定するよう東條説得工作を行った。この工作は功を奏し、1948年1月6日の法廷で東條は、キーナンの「その戦争を行わなければならない、行えというのは、裕仁天皇の意思でありましたか?」という質問に対し、太平洋戦争開始の詔勅の中にある「豈朕カ志ナラムヤ（誠にやむを得ざるものであり、朕の意思にあらず）」という言葉を例に、天皇は東條の進言で開戦に「しぶしぶご同意になった」と再証言した。この証言により、天皇の戦争責任に関する問題は決着が付けられ、再び論議が法廷で交わされることはなかった。

## 判決
東京裁判の判決に対してキーナンは、『なんというバカげた判決か。シゲミツは、平和主義者だ。無罪が当然だ。マツイ、ヒロタが死刑などとは、まったく考えられない。マツイの罪は、部下の罪だから、終身刑がふさわしい。ヒロタも絞首刑は不当だ。どんなに重い刑罰を考えても、終身刑までではないか。』と批判した。

## 人物
生前の彼は、犯罪の取り締まりに辣腕を揮っていたためか、非常に高圧的な性格で「鬼検事」と評され、東京裁判においても、他の連合国検事達からは非常に嫌われていた。特にイギリス代表検察官のアーサー・S・コミンズ・カーからは「彼は大酒飲みで、白とも黒とも判別できないような人物だ」と酷評されている。
オランダから派遣された判事だったベルト・レーリンクは、1977年にイタリアの国際法学者アントニオ・カッセーゼ（en:Antonio Cassese) へ「検察官はアメリカが率いて、裁判の多くの局面で主導権を握っていた。現実に裁判はアメリカのパフォーマンスでありキーナンの指名は政治的なものであり、彼は母国で検察活動に携わっていたが、それも二流だったと思う。彼はよく法廷に酔っ払って現れたという噂があり私自身はそれに気づかなかったが、たしかに彼は仕事に専念していなく、これは彼が主席検察官だったことを考えれば重大なことであり、イギリスの検察官のコミンズ・カーのほうがキーナンよりもはるかに能力があった」と述べている。